# Libertine Wien
Libertine Wien (vollständiger Name: Libertine Sadomasochismus-Initiative Wien) ist ein Wiener BDSM-Verein. Der 1986 gegründete Verein war die erste sadomasochistische Gruppe Österreichs und ist nach eigenen Angaben die älteste entsprechende Gruppe im gesamten deutschsprachigen Raum.

## Zielsetzung
Die Ziele des Vereins sind einerseits die Unterstützung von Einzelpersonen und andererseits der Abbau von Stereotypen und Vorurteilen gegenüber sadomasochistischer Sexualität. Der Verein sieht hierbei BDSM als Teil einer vielfältigen erotischen Kultur. Er betreibt verschiedenartige Stammtische, Diskussions- und Kulturveranstaltungen und veranstaltet regelmäßig Feste.
Neben individuellen Informationen zum Thema BDSM zählen Öffentlichkeitsarbeit zu den Vereinsaktivitäten. Diese Ziele werden durch ehrenamtliche Vereinsmitglieder verfolgt und stehen auch Personen offen, die keine Vereinsmitglieder sind. So nimmt der Verein jährlich an der Regenbogenparade in Wien teil. Im Jahr 2007 war der Verein am Wiener Life Ball in der Eröffnungssequenz zu sehen.

## Bedeutung
Der Verein nimmt Modellcharakter für die Entwicklung selbstorganisierter sadomasochistischer Strukturen im österreichischen Raum ein. Er diente als ein bedeutendes Vorbild für den Übergang ursprünglich überwiegend digital vernetzter Organisationsstrukturen in entsprechende lokale Strukturen in ganz Österreich. Ihre Gründung hatte eine wichtige Katalysatorfunktion für die Entstehung neuer Organisationen im BDSM-Bereich.
Heute existieren ähnliche Strukturen in ganz Österreich. In Linz und Graz entstanden nach ihrem Vorbild Gruppen, die ebenfalls unter dem Namen Libertine agieren und mit der Wiener Gruppe eng vernetzt sind.
Der Verein ist mit anderen Gruppen vernetzt. Libertine Wien war Mitglied der inzwischen aufgelösten Bundesvereinigung Sadomasochismus e.V.
Bekanntestes und Gründungsmitglied des Vereins war Hermes Phettberg.
Die Vereinszeitschrift mit dem Namen Unter Druck erschien von 1986 bis Dezember 2002 in unregelmäßigen Abständen. Die Auflage der letzten Ausgabe (Nr. 49) betrug 1.000 Exemplare.

## Veranstaltungen und andere Angebote
Der Verein bietet ein umfangreiches Spektrum unterschiedlicher Veranstaltungen wie beispielsweise offene und öffentliche Stammtische und Einsteigertreffen für Interessierte an. Weiterhin organisiert der Verein regelmäßig Workshops zu unterschiedlichen Themen wie beispielsweise „Bondage“, „Polyamory“ oder „Die Erotisierung der Popkultur“ und regelmäßige Gesprächsgruppen zu unterschiedlichsten Aspekten des Themas BDSM. Der Verein bietet auf seiner Website aktuelle Informationen über die Wiener BDSM-Szene und Beratung zum Thema BDSM an, weiterhin betreibt er ein Info- und Beratungstelefon sowie eine Mailingliste. Er vermittelt auf Wunsch Kontakte zu mit dem Thema BDSM vertrauten Psychologen, Medizinern, Rechtsanwälten und Vertretern anderer relevanter Berufsgruppen, die in persönlichen Krisen- und Notfällen als qualifizierte Ansprechpartner zur Verfügung stehen.